# Eriocaulon robustum
Eriocaulon robustum är en gräsväxtart som beskrevs av Ernst Gottlieb von Steudel. Eriocaulon robustum ingår i släktet Eriocaulon och familjen Eriocaulaceae. IUCN kategoriserar arten globalt som livskraftig. Inga underarter finns listade i Catalogue of Life.